# ایوان گوبیان
ایوان گوبیان (انگلیسی: Ivan Gubijan؛ ۱۴ ژوئن ۱۹۲۳ – ۴ ژانویه ۲۰۰۹) پرتاب‌گر چکش اهل یوگسلاوی بود.
وی در مسابقات کشوری و بین‌المللی در مجموع برندهٔ ۱ مدال نقره شده‌است.